# مارتی تولامو
مارتی لئو تولامو (انگلیسی: Martti Leo Tolamo؛ با نام توپلیوس (انگلیسی: Topelius) در زمان تولد؛ ۲۱ فوریهٔ ۱۹۰۷–۱۴ مارس ۱۹۴۰) ورزشکار دو و میدانی اهل فنلاند بود. او در بازی‌های المپیک در رشته‌های ده‌گانه و پرش طول شرکت کرد. دیگر رویدادی که او در آن نتایج قابل توجهی کسب کرد، مسابقهٔ پنج‌گانه غیر المپیکی بود که در آن رکورد جهانی غیررسمی را در سال ۱۹۳۰ شکست و در بازی‌های بین‌المللی دانشگاهی دو مدال از جمله یک مدال طلا کسب کرد.

## حرفه
تولامو در بازی‌های المپیک ۱۹۲۸ در آمستردام در مسابقات دو و میدانی شرکت کرد و مقام شانزدهم را کسب کرد. سال بعد او با پرش ۷٫۴۲ متری موفق شد رکورد پرش طول فنلاند را بشکند، اما به دلیل کمک گرفتن از باد، رکورد او قابل تأیید نبود.
در مسابقات قهرمانی فنلاند در سال ۱۹۳۰ که در تامپره برگزار شد، او با ۴۰۱۱ امتیاز، که یک رکورد جهانی غیررسمی بود، قهرمان رشتهٔ پنج‌گانه شد. او همچنین در بازی‌های بین‌المللی دانشگاهی در آن سال به پیروزی دست یافت و با کسب ۳۹۷۹ امتیاز و پیشی گرفتن از یانیس دیمزا از لتونی مدال طلا را کسب کرد. رکورد جهانی تولامو سال بعد توسط ماتی سیپالا، ورزشکار پرتاب نیزه شکسته شد. با این حال، در جدول‌های امتیازدهی امروزی، امتیاز تولامو همچنان می‌توانست یک رکورد باقی بماند، و پس از احیای مجدد آن به‌عنوان رکورد ملی ورزش پنج‌گانه، این رکورد تنها در سال ۲۰۰۷ شکسته شد.
تولامو در ۱۹۳۳ در دیدار دوگانهٔ فنلاند و نروژ با پرش ۷٫۴۶ متر، به‌طور مشروع رکورد پرش طول فنلاند را شکست. تولامو در بازی‌های بین‌المللی دانشگاهی در همان سال، در رشتهٔ پرش طول یک مدال نقره، و در رشتهٔ پنج‌گانه یک مدال برنز کسب کرد. او رکورد ملی پرش طول خود را در سپتامبر ۱۹۳۴ در یک مسابقهٔ دوگانهٔ دیگر (میان فنلاند و آلمان) شکست. او با پرشی به‌طول ۷٫۵۱ متر موفق شد ویلهلم لیخوم، که در هفتهٔ قبل از این مسابقه به مقام قهرمانی اروپا دست یافته‌بود، و لوتز لونگ، دارندهٔ مدال نقرهٔ المپیک را شکست دهد. این رکورد پرش، تا سال ۱۹۵۴ که یورما والکاما آن را شکست، به‌عنوان رکورد ملی فنلاند باقی ماند.
تولامو در ۱۹۳۶ به بازی‌های المپیک بازگشت و در هر دو رشتهٔ ده‌گانه و پرش طول شرکت کرد. او در رشتهٔ پرش طول از رسیدن به فینال بازماند و در رشتهٔ ده‌گانه نیز موفق نشد مسابقه را به پایان برساند.
تولامو در جریان جنگ جهانی دوم در نبرد کشته شد.